# 越後騒動
越後騒動（えちごそうどう）は、江戸時代前期に越後国高田藩で起こったお家騒動。一門重臣たちが争い、将軍徳川綱吉の親裁で厳しい処分が下され、高田藩は改易となった。

## 経緯

### 小栗正矩
松平光長入封から41年目の寛文5年12月（1666年2月）、高田は地震により大きな被害を受け、藩政を執っていた筆頭家老小栗正重（一説に正高）・次席家老荻田長磐が倒壊家屋により共に圧死した。小栗家は嫡男正矩が継ぎ、荻田家は嫡男本繁が継いだ。
小栗は藩政を主導するようになると、幕府から5万両を借り受けて高田の町の復興にあて、高田の区画整理を断行して現在の上越市の市街を形成した。この機に藩士の禄を地方知行制から蔵米制に改めた。また、直江津の築港、関川の浚渫、新田の開墾、特産品（たばこ）の振興、銀の発掘などに手腕を振るい、江戸の殖産家河村瑞賢を招き中江用水等の用水路の開削を行った。小栗は藩政に大いに治績を上げたが、蔵米制への移行は多くの藩士にとっては減収となったことで小栗が怨まれた。また小栗自身の贅沢好きで傲慢な性格からも悪い感情を持たれ、さらに藩主光長の異母妹閑を妻にしたことも、のちに騒動の原因のひとつとなった。

### お家騒動
延宝2年（1674年）、光長の跡継ぎ綱賢が無嗣のまま死去した。光長は他に男子がおらず、重臣らは急ぎ跡継ぎを決めねばならなくなった。候補は御連枝（永見万徳丸・永見長良）・小栗大六・松平義行であった。藩内での評議の末、長良は既に40歳を越える高齢であるとして、15歳の万徳丸を跡継ぎとすることで決まった。万徳丸は元服して将軍家綱から偏諱を賜り綱国と名乗り、三河守に任官した。
綱国が跡継ぎと決まったが、家中では小栗が自身の子大六を跡継ぎにしようと企んでいるとの疑惑の声が流れた。この頃、高田藩の財政は江戸住まいの光長の奢侈贅沢や小栗の諸事業の費用のため悪化していた。小栗は藩財政の建て直しのために新税を課したが、そのために小栗の評判はさらに悪くなった。これらの声を集める形で、荻田、岡嶋壱岐ら重臣たちは長良を立て、890名におよぶ藩士と共に自らを「お為方（永見大蔵派）」と称し、小栗の一派を「逆意方」と呼んだ。
延宝7年（1679年）正月、長良、荻田らお為方は光長に目通りして同志890人の誓紙を差し出し、小栗の悪政を糾弾して、小栗の隠居を要求した。光長は小栗の隠居を命じる。小栗はやむなく隠居を願い出たが、家中に小栗が城下から逐電しようとしているとの噂が広まり、お為方が小栗の屋敷に押し掛ける騒ぎとなった。光長が小栗を擁護したため、お為方はこの時は一旦引き取った。

### 幕府評定所の裁定
小栗は隠居し、大六に家督を譲るが、それでも対立と騒動は収まらず、藩政を収拾できなくなった光長は幕府大老酒井忠清に裁定を訴え出た。これを受け忠清ら幕閣は両派に和解を申し渡した。「寄り合い談合申す間敷」とし、話し合いによる解決を促した。
だがそれでも騒ぎは収まらず、同年4月には小栗が高田の町に火を放つ、との流言が広がった。光長は国許で藩士らの鎮撫につとめたため、一旦は騒ぎは収まるが、その光長が参勤交代で荻田、岡嶋らと江戸へ行い留守となると、国許ではまた騒ぎが起きた。国許で騒ぎを起こしているのが長良と渡辺九十郎と知った光長は、両名に江戸へ来るよう命じる。動きを封じられると思った長良と渡辺は、今度は江戸で同志を糾合しようと図った。このことが幕閣に知られ、先に出した和解の命を無視された形となった忠清ら幕閣は激怒した。
光長の従兄弟である姫路藩主松平直矩が忠清と事件の処分を相談し、同年10月に幕府評定所は、お為方の長良、荻田、片山外記、中根長左衛門、渡辺にそれぞれ、人心を惑わした罪で大名家へのお預けとする処分を下した。長良は長州藩、荻田は子と共に松江藩にそれぞれ預けられた。
以上、幕閣の裁定でお為方は敗れ、一方の「逆意方」と呼ばれた小栗派に処分者は無く、延宝8年（1680年）2月に大六が将軍に拝謁して元服している。将軍親族である光長の筆頭家老家とはいえ、この将軍お目見え元服は極めて身分の高い扱いであった。お為方は小栗が大六を藩の後継者にしようとしていると、さらに大老に贈賄をしたに違いないと怒り、200人近くが脱藩する騒ぎとなった。

### 将軍綱吉の親裁（再審）
延宝8年（1680年）5月、家綱が死去し、館林藩主であった異母弟綱吉が将軍に就任した。酒井忠清は大老を辞任。
綱吉はかつて忠清が、家綱の危篤に際して自分ではなく有栖川宮（幸仁親王）を迎えて将軍に立てようと主張していたことを深く恨んでいたとされる。また、高田藩への先の裁定にも不満を持っていた。忠清が擁立しようとしていた有栖川宮の祖にあたる高松宮（好仁親王）の妃が光長の実妹であったことも、綱吉の疑念を深めていた。さらに、光長が忠清を支持して皇族将軍を支持したことも恨みとなっていた。これを利用する形で、お為方は老中堀田正俊を頼って騒動の再審を願い出た。同じ頃、高田ではお為方の岡嶋と本多七左衛門が光長に暇乞いを願い出た。両名は将軍に御目見した家臣であり、その処遇には幕府の許可が必要であったため、光長は幕府にお伺いを出した。綱吉はこの機会を捉え、先の裁定の再審を許可した。
再審は同年12月に始まり、小栗、岡嶋、本多、それに長州藩にお預けとなっていた長良ら5名に江戸出府が命じられた。小栗とお為方は江戸に召集され、お為方は小栗の悪政と専横（贅沢で人心を堕落させ、豪華な屋敷をつくったことなど）を陳情し、さらに子の大六を跡継ぎにしようと企てたと主張した。詮議は続き、年を越して延宝9年（1681年）6月21日、小栗、長良、荻田が江戸城に召喚され、将軍綱吉および阿部ら幕閣首脳陣や井伊など元老待遇の幕府長老らが四方を取り囲む中で吟味が行われた。在府していた御三家当主三名と家門別格だった甲府宰相の他、松平家門・連枝の大名も勢ぞろいしていた一方で外様大名は一人も招集されなかったが、これは政治的理由ではなく、高田藩の内紛と後始末は他家に関わりのない徳川・松平一族内々の案件という判断があったためである。
会津藩の公式記録日誌である会津藩家世実紀（あいづはんかせいじっき）の同月二十一日条には、審議の後、綱吉は左手にやや離れて着座していた御三家と甲府宰相（綱豊。後の六代将軍家宣）に向かって「三人の者ども、不届き、憎き者どもに候」（書き下し）と呼び掛け、これに対して四名は「上意の通り」等の短い返答を行ったとある。綱吉は翌22日に裁定を下した。江戸城での詮議終了時に綱吉は「これにて決案す。はやまかり立て」と大声を発し、場にいた者を震えあがらせたと伝わる。

### 判決
判決は前回の裁定を覆すものとなり、逆意方の小栗父子は切腹、正矩の弟小栗重良・安藤治左衛門は伊豆大島に遠島（重良は宝永六年配所で死去）、重良の子供二人（兄良純十三歳、弟良戡（4歳））は盛岡藩へお預け、その他正矩の兄の本多不伯ら一族の子供らもすべて仙台藩、熊本藩、三春藩へお預け処分となった。
このように逆意方に極めて厳しい処分が下されたが、一方のお為方も藩政を混乱させたことに間違いはなく、いわゆる喧嘩両成敗の処置がなされた。長良、荻田は八丈島に、岡嶋、本多は三宅島にそれぞれ遠島、片山は豊後臼杵藩お預け、その他も大名家お預けとなった。なお、永見長良は庶子とはいえ血筋から言えば、総男系のれっきとした徳川家康の曽孫（ひ孫）であり、綱吉の又従兄にあたる人物であるが、上記のとおり綱吉から「不届き、憎き者」と呼ばれ、遠島処分という厳しい判決を受けた。（永見、荻田の両名は赦免されないまま二十年後に死亡。餓死という。）

### 大名の処分
「会津実紀」によれば、かねて尾張家の徳川光友は穏便な裁定を勧めていたというが、綱吉は光長にも厳罰を用意しており官位剥奪、越後高田藩には領地没収の処断が下った。6月23日には内示が出て、光長は宇和島藩上屋敷に移った。25日に綱国も江戸の菩提寺である西久保天徳寺に移った。6月26日、家中取り締まり不行届きであるとして城地没収の上配流処分となり、光長には彦根藩主井伊直興の江戸屋敷にて、松山藩主松平定直へお預けの正式の命が下り、伊予松山城内で蟄居処分となることが決定した。同日、綱国に対しても小浜藩主酒井忠直の屋敷にて、福山藩主水野勝種へ預の命が伝えられた。
7月1日に光長が、翌2日に綱国が配所へ旅立ち、光長は8月1日に松山に到着した。
加えて、先の裁定を行った幕府関係者も流罪などの処罰がされた。忠清は同年5月に死去していたが、大目付渡辺綱貞は同年6月27日改易となり、さらに八丈島へ島流しとされ、綱貞の三人の息子も他家へ預けられた。また、忠清の嫡男忠挙、三男忠寛、老中久世広之（延宝7年（1679年）死去）の三男重之は逼塞を命じられた。
累はこの件の処理に奔走した越前松平家一門にも及び、直矩は15万石から8万石を削られ豊後国日田藩へ転封、また広瀬藩主松平近栄は3万石から1万5000石へ削られた。

### 改易
延宝9年（1681年）、改易にあたり、老中大久保忠朝が総責任者とされ、同じく老中稲葉正則・堀田正俊の指示を受け、親族であった宇和島藩主伊達宗利が事後処理の窓口とされた。老中ら幕閣から伊達を通し、城受け取りをつつがなく執り行う旨の書状の作成が井伊直興の屋敷に預けられていた光長の手により行われ、この書状が伊達家の使者により7月6日に高田の片山主水・山崎九郎兵衛ら家臣たちに届けられた。また、伊達は幕閣より高田城および城下の絵図面がないか、という問い合わせを受けている。このように、城受け取りを円滑に進めるための下準備が速やかに行われた。
高田藩領および高田城の接収の諸役は、処分翌日の27日には早々に決定され、命が発せられた。城受け取りには村上藩主榊原政倫、長岡藩主牧野忠辰、富山藩前田正甫の三大名が選ばれた。城受け取りの榊原と牧野は当時、江戸に在府していたため、7月1日には江戸を立つ許可が下され、榊原は準備のために2日に出立し、11日には領国に入った。
また、上使として郡山藩主松平信之・奏者番秋元喬知が、城受け取り目付として幕府使番中坊秀時・大番蒔田定成、さらに勘定奉行高木守蔵・大目付坂本重治が派遣された。これに騒動に関しての目付として既に高田にあった幕府使番津田正常・中根正和も加わり、三大名の目付や事務作業に当たった。彼らは出立前から緊密に連絡を取り、動員する人数の確認や、各人員らの一斉出立により道中が混雑しないように出立の時期をずらしつつ、高田城郊外の地点に集結することなどを細かく打ち合わせた。6日には松平・秋元両上司から各大名に対し、スケジュールの書状が送られた。通常の大名の改易に際する城受け取りよりも厳重かつ大人数による受取となったが、これは石高の大きさや光長の徳川親藩としての格式を考慮した結果、物々しくなったと推測されている。
各役人は7月24日までに高田郊外に集結、事前に信之の下で打ち合わせを行い、7月26日に城を接収した。城および領地の管理は、8月10日に在番大名に命じられた松本藩主水野忠直と新発田藩主溝口重雄に引き継がれ、役人各自は江戸へと帰還の途についた。ただし在国中の領国富山から出勤した前田は、自領越中富山へと帰還した。支城の清崎城（糸魚川城）も村松藩主堀直利と目付岩瀬氏勝により27日に接収されたが、翌7月28日には破却処分とされている。
高田城に備蓄された資産、米（1万5千両）や金銭や武具類など、「藩のもの」とされた物品は手つかずにする旨が幕府より申し付けられたが、光長のいわば個人資産とされた茶道具などの道具類は分類され、7月28日に勘定奉行らの手により吟味されている。これらは後に親族である伊達と松江藩主松平綱近の家臣の手により江戸に搬送された。
このように厳重な計画による改易であり、そもそも藩内分裂によるお家騒動であったために、藩士のリーダーシップを握る大物家臣らも騒動でほとんどが処分されており、また光長の書状があったこともあり、城受け取り時の大きな混乱や旧家臣らによる抵抗・反抗的な動きなどは全く伝わっていない。片山主水が幕府により差し押さえられる予定だった備蓄米を、離散し困窮が予想される家臣らに全て配布してしまい、主水は幕府により追放処分とされた、という話が残るぐらいである。

### 津山松平家
光長は後に罪を許され、復位復官して合力米3万俵の俸禄が与えられた。詳細は不明だが甥で養子の綱国とは不和となったようであり、病弱を理由として廃嫡、代わりに従兄弟・松平直矩の三男宣富（津山松平家の祖）を養子に迎え、これを継嗣とした。宣富も全て男系の結城秀康・直系子孫であり、光長の後継として不足がないと見なされたのであろう。御家再興運動を起こしていた小栗派の旧臣らはかつて敵対した永見家出身の跡取りを好まず、これと前水戸藩主徳川光圀の周旋が合いまった結果とされている。この時すでに隠居していた光圀は延宝九年、江戸城大広間で将軍親裁に臨席し、綱吉が高田藩改易を通告するのを聞いた水戸藩主である。
元禄10年（1697年）に光長は隠居したが、翌年宣富に対し美作津山に10万石が与えられ、津山藩が誕生した。なお、廃嫡された綱国の子孫は越後時代に名乗っていた永見氏に苗字を戻し、津山藩家老家として仕えた。（永見家は明治維新と共に松平に改姓している）
津山松平家は減封・加増・将軍家からの養子入りなどの浮沈がありつつも幕末まで存続することになる。光長の高田藩はいったん完全に改易されており、津山１０万石は隠居した光長にではなく、養子の宣富に十数年後に与えられたものであることを考えると、高田藩と津山藩の連続性は必ずしも明白ではない。にもかかわらず津山家は越前松平宗家を強く自任し、その結果、弟筋と見なす福井松平家に対し、江戸時代を通じて対抗意識を燃やした。実に越前・越後騒動の余韻は長く尾を引き、津山家は明治に至ってもなお、どちらが「本家」「宗家」「嫡流」かをめぐって福井家と争った記録がある。

### 禁書
- 僧一音というものが、騒動を『越後記』という書（実録書の祖ともいわれる）にまとめたが、筆禍に遭い八丈島に遠島処分となった。（『徳川実紀』「僧一音は此頃越後の藩士等騒動の事を演義し 越後記と名付 無根の空言を流傳せしをもて これも八丈島に流さる）